# Misión imposible: protocolo fantasma
Misión imposible: Protocolo fantasma (título original en inglés, Mission: Impossible - Ghost Protocol) es una película de acción dirigida por Brad Bird y protagonizada por Tom Cruise. Escrita por André Nemec y Josh Appelbaum y producida por J.J. Abrams, Cruise y Bryan Burk, la película se estrenó en 2011, el 9 de diciembre en España y el 16 de diciembre en Estados Unidos. Es la cuarta película de la serie Misión imposible.
El desarrollo de Misión: Imposible – Protocolo Fantasma comenzó en agosto de 2010, cuando Appelbaum y Nemec fueron contratados para escribir el guion (que contenía reescrituras del eventual director y escritor de la serie Christopher McQuarrie). El regreso de Cruise se confirmó en marzo de 2010 después de que se anunciara que Bird reemplazaría a Abrams, quien dirigió al predecesor. La película se tituló oficialmente en octubre de 2010. después de lo cual, la fotografía principal tuvo lugar y duró hasta marzo de 2011, con lugares de rodaje que incluyen Bangalore, Mumbai, Budapest,  Moscú, Dubái y Canadian Motion Picture Park Studios en Vancouver. Al igual que las películas anteriores de la franquicia, el elenco completó la mayoría de sus propias acrobacias, mientras que partes de la película se filmaron en IMAX.
Misión: Imposible – Protocolo Fantasma se estrenó en Dubái el 7 de diciembre de 2011 y se estrenó en IMAX y en cines selectos de gran formato el 16 de diciembre, antes de ser estrenado en cines en los Estados Unidos por Paramount Pictures el 21 de diciembre. Recibió críticas positivas de la crítica, con elogios por las secuencias de acción, la actuación de Cruise y la dirección de Bird. Recaudó 694 millones de dólares en todo el mundo, convirtiéndose en la quinta película más taquillera de 2011 así como la película más taquillera de la franquicia y la película más taquillera protagonizada por Cruise hasta el lanzamiento de Mission: Impossible - Fallout en 2018. La película fue seguida por Misión imposible: nación secreta en 2015.

## Argumento

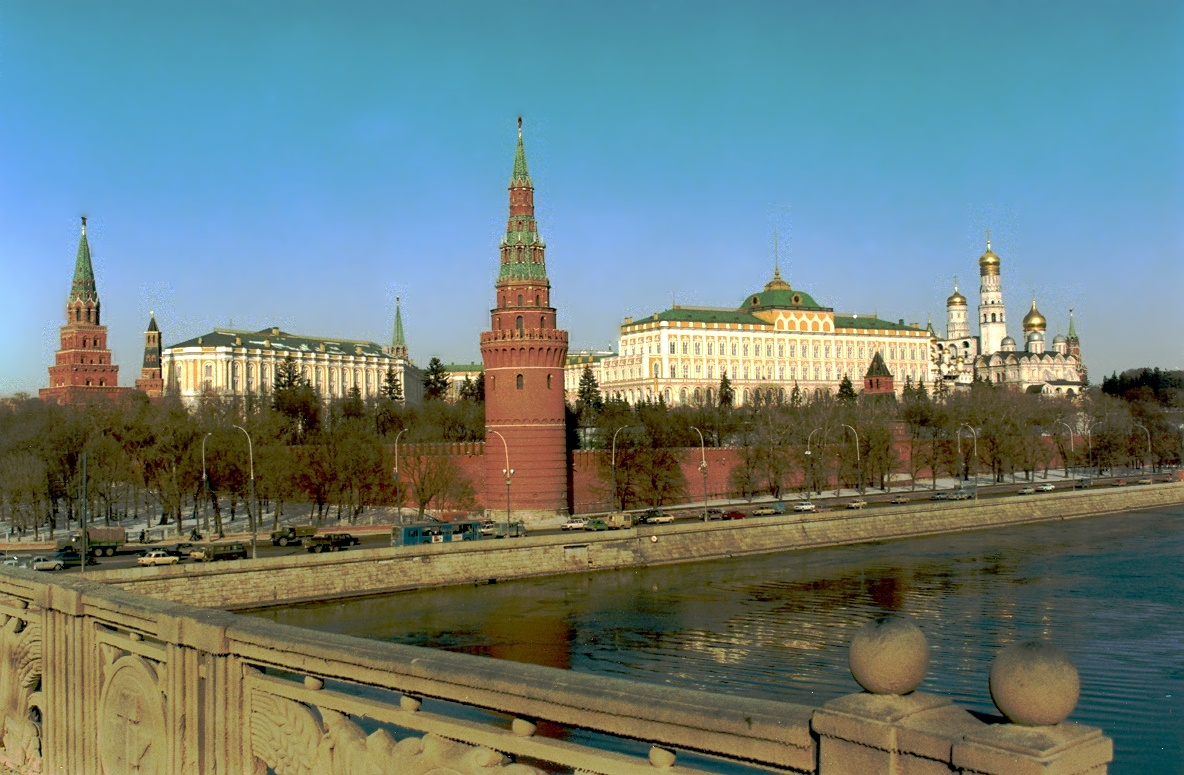
El Kremlin y el Moscova, con la torre del Vodovzodnaya en el centro, uno de los lugares que visita Ethan Hunt.

Todo empieza con una asignación (con la clave Cobalto) en Budapest, Hungría donde el agente de la Fuerza de Misión Imposible (FMI) Trevor Hannaway (Josh Holloway) es asesinado por Sabine Moreau (Léa Seydoux) una asesina a sueldo francesa.
Entonces la líder del grupo de Hannaway, Jane Carter (Paula Patton) y el agente recién promovido Benji Dunn (Simon Pegg) ayudan a escapar a Ethan Hunt (Tom Cruise) de una prisión de Moscú, junto a Bogdan (Miraj Grbic) un prisionero ruso e informante de Ethan. Una vez liberado Ethan es reclutado para liderar el grupo, con fines de infiltrarse en la sala del archivo secreto del Kremlin para buscar información sobre Cobalto. Mientras la misión se lleva a cabo alguien transmite a través de la frecuencia de la FMI, alertando a los rusos de la presencia de Hunt.
Mientras el equipo escapa, una bomba explota, destruyendo el edificio, en medio de la explosión Ethan queda inconsciente y es arrestado por el agente ruso Sidorov (Vladimir Mashkov). Ethan despierta posteriormente en el hospital y esposado a la camilla, pero en un descuido de los agentes rusos logra escapar, antes de ser trasladado por ser el principal sospechoso del atentado.
La FMI logra extraer a Ethan de Moscú, al mismo tiempo que el gobierno ruso califica el atentado, como un Acto de guerra no declarada. 
El presidente de los Estados Unidos decreta el Protocolo Fantasma, que desconoce por completo la FMI, por lo cual el Secretario del Gobierno (Tom Wilkinson) le informa a Hunt que su equipo tendrá que tomar la culpa por el ataque, sin embargo será aprobado para poder escapar, al momento que son atacados por un grupo de las fuerzas de seguridad, liderados por agentes rusos y como resultado el Secretario resulta muerto, Hunt sobrevive junto con el analista de inteligencia William Brandt (Jeremy Renner) juntos buscan la forma de escapar.
Posteriormente, el equipo identifica a Cobalto como Kurt Hendricks (Michael Nyqvist) un estratega nuclear ruso, quien cree que Los débiles deben morir, para que los fuertes sobrevivan, así que planea iniciar una guerra nuclear para (según él) iniciar la siguiente etapa de la evolución humana. Se descubre que Hendricks bombardeó el Kremlin para adquirir un aparato de control de lanzamiento nuclear. Sin embargo, ahora necesitará los códigos de activación, los mismos que Hannaway intentaba interceptar en Budapest y que ahora posee Sabine Moreau.
Hendricks manda a su mano derecha Wistrom (Samuli Edelmann) para llevar a cabo el intercambio con Moreau, esto sucede en el Burj Khalifa, en Dubái, donde el equipo de Hunt, ahora ayudados por William Brandt, se hacen pasar por Moreau, Wistrom y Leonid Lisenker (Ivan Shvedoff) (un experto en códigos nucleares que es forzado a trabajar para Hendricks) haciendo el intercambio en cuartos separados, pero Moreau logra identificar que Brandt es agente, al mismo tiempo que Hunt persigue a Wistrom que escapa con los códigos, en medio de la persecución Hunt descubre que Wistrom es Hendricks disfrazado.
Por su parte Carter logra atrapar a Moreau, quien posteriormente trata de asesinar al inexperto Dunn, pero Carter interviene y después de una pelea con Moreau la patea por la ventana. Una vez reunido el equipo, Brandt acusa a Carter de comprometer la operación al eliminar a Moreau (en venganza por haber matado a Hannaway), mientras Hunt acusa a Brandt de ocultarles secretos, ya que había mostrado habilidades atípicas de un simple analista. Mientras Hunt busca información mediante Bogdan, Brandt le revela a Carter y Dunn que él estaba a cargo de la seguridad de Hunt y su esposa en Croacia, confiesa que estando en la patrulla, Julia fue asesinada por un miembro del escuadrón serbio, ocasionando que Ethan persiguiera a los asesinos, matándolos, siendo posteriormente detenido y encarcelado por los rusos.
Por otra parte Bogdan y su primo, un traficante de armas, informan a Hunt que Hendricks estará en Bombay y que ha facilitado la venta de un satélite militar soviético muerto al emprendedor empresario en telecomunicaciones Brij Nath (Anil Kapoor), el cual podría ser utilizado para transmitir la orden de lanzamiento de un misil. Por su parte Brandt y Dunn se infiltran en el cuarto de los servidores para desactivar el satélite, mientras que Carter trata de obtener el código de anulación a través de Nath, pero Hendricks se les ha anticipado y desactiva los servidores de Nath, no sin antes mandar la señal desde una torre de transmisión televisiva al submarino ruso Zelenograd (K-506) de la clase Delta III en el Pacífico, ordenando lanzar un misil ICBM SS-N-23 Skiff contra San Francisco. Hunt localiza a Hendricks y a Wistrom y llega a su escondite en un BMW i8, Hendricks escapa con el control remoto de lanzamiento, mientras Wistrom trata de destruir el servidor desconectando los cables y cortando la electricidad, Hunt persigue a Hendicks mientras los miembros del equipo tratan de reparar el servidor, Hunt y Hendriks luchan por el control a través de un moderno sistema de estacionamiento, cuando de repente Hendricks se lanza junto al control desde una altura considerable, con tal de asegurar que el misil no sea desactivado. Simultáneamente Dunn mata a Wistrom, permitiendo así que Brandt pueda restaurar la electricidad y que Hunt pueda desactivar el misil. Entonces aparece Sidorov, quien ha visto que Hunt ha detenido el misil, demostrando así su inocencia por el atentado al Kremlin.
Semanas después, el equipo se reúne en Seattle donde Hunt les proporciona sus nuevas misiones, las cuales Carter y Dunn aceptan, pero Brandt se niega a aceptar, entonces Hunt le revela que la muerte de Julia fue preparada al enterarse de que no podría protegerla, también le confiesa que utilizó esto como un pretexto para infiltrarse en la prisión rusa, y así acercarse a Bogdan y a Hendricks.
Una vez librado de culpa, Brandt acepta la misión. Mientras tanto Hunt ve a lo lejos a Julia (Michelle Monaghan), comparten una sonrisa y un discreto saludo, acto seguido Hunt se embarca en su siguiente misión.

## Reparto
| Actor               | Personaje                                 |
| ------------------- | ----------------------------------------- |
| Tom Cruise          | Ethan Hunt                                |
| Jeremy Renner       | William Brandt                            |
| Simon Pegg          | Benji Dunn                                |
| Paula Patton        | Jane Carter                               |
| Josh Holloway       | Trevor Hanaway                            |
| Michael Nyqvist (†) | Kurt Hendricks "Cobalto"                  |
| Anil Kapoor         | Brij Nath                                 |
| Léa Seydoux         | Sabine Moreau (asesina a sueldo francesa) |
| Ving Rhames         | Luther Stickell                           |
| Michelle Monaghan   | Julia Mead (esposa de Ethan Hunt)         |
| Vladimir Mashkov    | agente secreto ruso                       |

## Estrenos
| País               | Estreno                            |
| ------------------ | ---------------------------------- |
| Bélgica            | Miércoles, 14 de diciembre de 2011 |
| Egipto             | Miércoles, 14 de diciembre de 2011 |
| Francia            | Miércoles, 14 de diciembre de 2011 |
| Rusia              | Miércoles, 14 de diciembre de 2011 |
| Australia          | Jueves, 15 de diciembre de 2011    |
| República Checa    | Jueves, 15 de diciembre de 2011    |
| Alemania           | Jueves, 15 de diciembre de 2011    |
| Georgia            | Jueves, 15 de diciembre de 2011    |
| Grecia             | Jueves, 15 de diciembre de 2011    |
| Hong Kong          | Jueves, 15 de diciembre de 2011    |
| Hungría            | Jueves, 15 de diciembre de 2011    |
| Israel             | Jueves, 15 de diciembre de 2011    |
| Corea del Sur      | Jueves, 15 de diciembre de 2011    |
| Kuwait             | Jueves, 15 de diciembre de 2011    |
| Líbano             | Jueves, 15 de diciembre de 2011    |
| Filipinas          | Jueves, 15 de diciembre de 2011    |
| Portugal           | Jueves, 15 de diciembre de 2011    |
| Singapur           | Jueves, 15 de diciembre de 2011    |
| Eslovenia          | Jueves, 15 de diciembre de 2011    |
| Tailandia          | Jueves, 15 de diciembre de 2011    |
| República de China | Jueves, 15 de diciembre de 2011    |
| Ucrania            | Jueves, 15 de diciembre de 2011    |
| Sudáfrica          | Jueves, 15 de diciembre de 2011    |
| Armenia            | Viernes, 16 de diciembre de 2011   |
| Bulgaria           | Viernes, 16 de diciembre de 2011   |
| España             | Viernes, 16 de diciembre de 2011   |
| Estonia            | Viernes, 16 de diciembre de 2011   |
| India              | Viernes, 16 de diciembre de 2011   |
| Indonesia          | Viernes, 16 de diciembre de 2011   |
| Japón              | Viernes, 16 de diciembre de 2011   |
| Lituania           | Viernes, 16 de diciembre de 2011   |
| Canadá             | Miércoles, 21 de diciembre de 2011 |
| Países Bajos       | Miércoles, 21 de diciembre de 2011 |
| Estados Unidos     | Miércoles, 21 de diciembre de 2011 |
| México             | Jueves, 22 de diciembre de 2011    |
| Chile              | Jueves 22 de diciembre de 2011     |
| Brasil             | Viernes, 23 de diciembre de 2011   |
| Colombia           | Viernes, 23 de diciembre de 2011   |
| Pakistán           | Viernes, 23 de diciembre de 2011   |
| Turquía            | Viernes, 23 de diciembre de 2011   |
| Uruguay            | Viernes, 23 de diciembre de 2011   |
| Reino Unido        | Lunes, 26 de diciembre de 2011     |
| Irlanda            | Lunes, 26 de diciembre de 2011     |
| Malta              | Lunes, 26 de diciembre de 2011     |
| Polonia            | Lunes, 26 de diciembre de 2011     |
| Argentina          | Jueves, 5 de enero de 2012         |
| Dinamarca          | Jueves, 26 de enero de 2012        |
| Italia             | Viernes, 27 de enero de 2012       |
| Noruega            | Viernes, 27 de enero de 2012       |
| Suecia             | Viernes, 27 de enero de 2012       |
| China              | Sábado, 28 de enero de 2012        |
| Finlandia          | Viernes, 3 de febrero de 2012      |
| Venezuela          | Viernes, 10 de febrero de 2012     |

## Producción

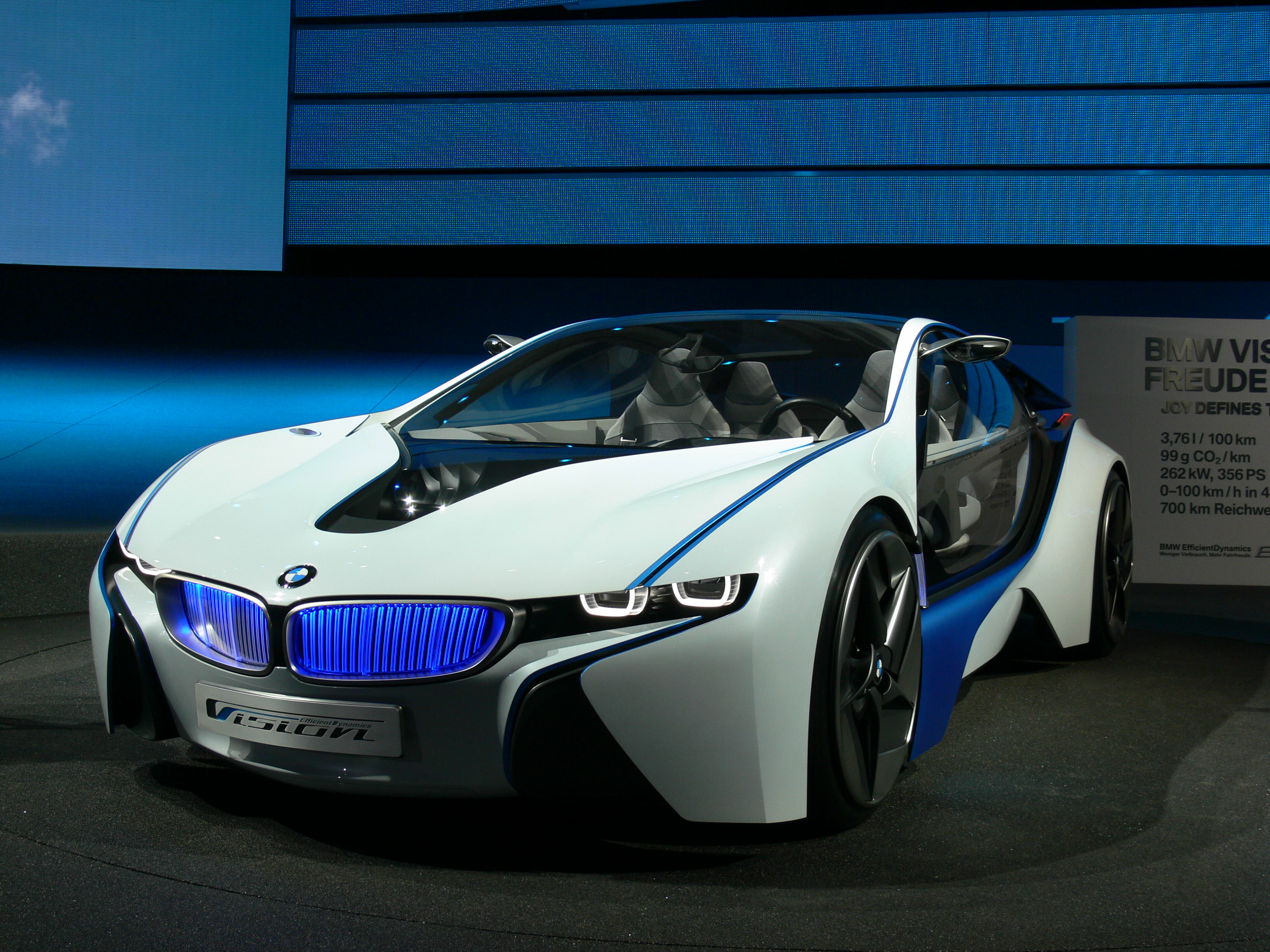
BMW Concept Vision y Dinámicas eficientes

A pesar de que  Mission: Impossible III ganaba menos que sus predecesores en taquilla, su recepción de crítica fue mucho mejor que la segunda película y Paramount Pictures estaba interesado en desarrollar una cuarta de la serie. En agosto de 2009, Josh Appelbaum y André Nemec fueron contratados para escribir el guion de la película. Debido a otros compromisos, J. J. Abrams dijo que era poco probable que él regresara como director, pero señaló que producirá la película junto con Tom Cruise. Para marzo de 2010, director Brad Bird  estaba en conversaciones para dirigir la película con Cruise regresando para protagonizar a Ethan Hunt.
La película se anunció originalmente con un nombre de trabajo de Misión: Imposible 4 y el nombre en código "Aries" durante la producción inicial. Para agosto de 2010, las consideraciones sobre el título no incluían el nombre  Misión: Imposible 4 y se pensó en omitir el término específico "Misión: Imposible", que Variety en comparación con la película secuela de Batman de Christopher Nolan  The Dark Knight. Sin embargo, a finales de octubre de 2010, el título se confirmó como Misión: Imposible - Protocolo fantasma.
Christopher McQuarrie (quien luego dirigirá Mission: Impossible - Rogue Nation y Mission: Impossible - Fallout) hizo una reescritura no acreditada del guion, explicando que: 

Sobre  Protocolo fantasma  entré a la mitad del rodaje para reescribir el guion, aunque ya habían comenzado la película. Tuve que comunicarme con todo el personal para determinar qué podía y qué no podía cambiar, qué decorados se habían construido o golpeado, qué escenas podía o no podía volver a filmar. Aprendí mucho sobre la producción allí mismo... El guion tenía estas fantásticas secuencias, pero había un misterio que era muy complicado. Lo que hice fue por la claridad. Había que simplificar el misterio. Es como meter la mano en un calcetín y tirar de él del revés. Sigue siendo un calcetín, todas las mismas piezas, pero todas juntas en un orden diferente.

### Filmación
La película se filmó parcialmente con cámaras IMAX, lo que representó aproximadamente 30 minutos del tiempo de ejecución de la película. Bird insistió en que ciertas escenas de la película se filmaran en IMAX, en lugar de  3D, ya que sentía que el formato IMAX ofrecía al espectador una mayor inmersión debido a su imagen más brillante y de mayor calidad, que se proyecta en una pantalla más grande, sin la necesidad de gafas especializadas. Bird también creía que el formato IMAX devolvería "un nivel de espectacularidad" a la presentación de películas de Hollywood, que él cree que la industria ha perdido debido a su énfasis en la proyección de películas en  multiplexes en contraposición a los grandes teatros, y vetando las "primeras ejecuciones" a favor de lanzamientos iniciales más amplios.
| Cuando miramos por primera vez la imagen de Tom subiendo al Burj, en las tomas largas no solo podíamos ver el tráfico en los reflejos cuando presiona el vidrio ... Pero en realidad viste que el vidrio se comba ligeramente debido a la presión de su mano. Nunca verías eso en 35 mm. El hecho de que la pantalla llene tu visión y sea súper nítida parece más realista . — Brad Bird describe las ventajas de filmar en formato IMAX. |

El Rodaje tuvo lugar desde octubre de 2010 hasta el 19 de marzo de 2011. El rodaje tuvo lugar en Budapest, Mumbai, Praga, Moscú, Vancouver,  Bangalore, Chennai y Dubái.  Aunque Cruise parece estar escalada en solitario libre en la película con la ayuda de guantes especiales, en realidad, estaba firmemente conectado al Burj Khalifa en todo momento mediante múltiples cables. Industrial Light & Magic borró digitalmente los cables en posproducción. Siguiendo el ejemplo de Cruise, Patton y Seydoux también optaron por renunciar al uso de dobles de acción para su escena de pelea en el Burj Khalifa, donde Carter se venga de Moreau por la muerte de Hanaway.
Muchas de las escenas interiores de la película se rodaron en los Canadian Motion Picture Park Studios de Vancouver, incluida una escena de transición clave en un vagón de tren FMI especialmente equipado y la pelea entre Hunt y Hendricks en un aparcamiento automatizado de Mumbai, en un garaje de estacionamiento de varios niveles (que se construyó durante un período de seis meses solo para la película). El Centro de convenciones de Vancouver se modificó para duplicar el centro de Bangalore. Las escenas de escape de la prisión de Moscú de apertura de la película se rodaron en una antigua prisión real cerca de Praga.
Bird, habiendo dirigido varias películas y cortometrajes de Disney y Pixar, incorporó la marca registrada "A113" en la película en dos ocasiones distintas. La primera es la impresión del diseño en el anillo de Hanaway durante la secuencia de flashback, y la segunda es cuando Hunt pide ayuda y usa el indicativo de caída, Alpha 1–1–3.

## Banda sonora
La  partitura musical para Ghost Protocol fue compuesta por Michael Giacchino, quien también compuso la música para la tercera película y colaboró con Bird en The Incredibles y Ratatouille. Como en entregas anteriores, la banda sonora incorpora los temas de Lalo Schifrin de la serie de televisión original. "Lalo es un escritor de jazz increíble. Sabes que no puedes escribir una partitura de jazz pura para una película como esta, pero ciertamente puedes insinuarla aquí y allá", dijo Giacchino, explicando la influencia estilística generada por la historia de Schifrin con la franquicia. Varèse Sarabande lanzó un álbum con la banda sonora el 10 de enero de 2012.

Todas las canciones escritas y compuestas por Michael Giacchino. 
| N.º | Título                                                                                            | Duración |  |
| 1.  | «Give Her My Budapest»                                                                            | 1:57     |  |
| 2.  | «Light the Fuse» (Contains Mission: Impossible Theme by Lalo Schifrin)                            | 2:01     |  |
| 3.  | «Knife to a Gun Fight»                                                                            | 3:42     |  |
| 4.  | «In Russia, Phone Dials You» (Contains Mission: Impossible Theme and "The Plot" by Lalo Schifrin) | 1:40     |  |
| 5.  | «Kremlin with Anticipation» (Contains Mission: Impossible Theme and "The Plot" by Lalo Schifrin)  | 4:12     |  |
| 6.  | «From Russia with Shove» (Contains Mission: Impossible Theme by Lalo Schifrin)                    | 3:37     |  |
| 7.  | «Ghost Protocol» (Contains Mission: Impossible Theme by Lalo Schifrin)                            | 4:58     |  |
| 8.  | «Railcar Rundown» (Contains Mission: Impossible Theme by Lalo Schifrin)                           | 1:11     |  |
| 9.  | «Hendricks' Manifesto» (Contains Mission: Impossible Theme by Lalo Schifrin)                      | 3:17     |  |
| 10. | «A Man, A Plan, A Code, Dubai» (Contains Mission: Impossible Theme by Lalo Schifrin)              | 2:44     |  |
| 11. | «Love the Glove» (Contains Mission: Impossible Theme by Lalo Schifrin)                            | 3:44     |  |
| 12. | «The Express Elevator» (Contains Mission: Impossible Theme by Lalo Schifrin)                      | 2:31     |  |
| 13. | «Mission Impersonatable»                                                                          | 3:55     |  |
| 14. | «Moreau Trouble Than She's Worth»                                                                 | 6:44     |  |
| 15. | «Out for a Run»                                                                                   | 3:54     |  |
| 16. | «Eye of the Wistrom»                                                                              | 1:05     |  |
| 17. | «Mood India» (Contains Mission: Impossible Theme by Lalo Schifrin)                                | 4:28     |  |
| 18. | «Mumbai's the Word»                                                                               | 7:14     |  |
| 19. | «Launch Is on Hendricks»                                                                          | 2:22     |  |
| 20. | «World's Worst Parking Valet» (Contains Mission: Impossible Theme by Lalo Schifrin)               | 5:03     |  |
| 21. | «Putting the Miss in Mission» (Contains Mission: Impossible Theme by Lalo Schifrin)               | 5:19     |  |
| 22. | «Mission: Impossible Theme (Out with a Bang Version)»                                             | 0:53     |  |